# Kantar Group
Kantar Group — британская компания по исследованию рынка, основанная в 1992 году. В её штате более 19 000 сотрудников, работающих в 100 странах в различных исследовательских дисциплинах, включая мониторинг социальных сетей, эффективность рекламы, поведение потребителей и покупателей и общественное мнение. С 2019 года контрольный пакет акций принадлежит Bain Capital Private Equity. Ранее она был частью WPP. Её глобальная штаб-квартира находится в Лондоне, Англия. Основными конкурентами являются GfK, GlobalData, Nielsen и Ipsos.
В апреле 2019 года Kantar объединил все свои устаревшие бренды, такие как Kantar TNS, Kantar Millward Brown, Kantar Media и Kantar Worldpanel, в Kantar. В июле 2019 года владелец WPP продал 60 % акций Kantar компании Bain Capital Private Equity. Оценка Kantar составила около 4,0 млрд долларов.
Kantar имеет офисы на 90 рынках, включая Великобританию и Ирландию, Северную Америку, Испанию, Францию, Италию, Китай и Бразилию. Его глобальная штаб-квартира находится в Лондоне.

## Кантар TNS
В 2008 году компания Kantar TNS (Taylor Nelson Sofres) была приобретена WPP и включена в Kantar. В феврале 2009 года Kantar объединил TNS и Research International.